# قسم الريف الشرقي الريفي
قسم الريف الشرقي الريفي (بالفارسية: دهستان حومه شرقی) هي قسم تقع في إيران في البلدة المركزية. يقدر عدد سكانها بـ 8,388 نسمة .